# Mamoudou Gazibo
 (mai 2025).
Mamoudou Gazibo, originaire du Niger, est professeur titulaire au Département de science politique de l’Université de Montréal. Après avoir obtenu son doctorat à l’Université Montesquieu Bordeaux IV, il a effectué ses recherches post doctorales à l’Université de Montréal en 1999-2000 grâce à une bourse d’excellence de l’Agence universitaire de la Francophonie. Enseignant et chercheur spécialisé en politique comparée, il mène des recherches sur la démocratisation en Afrique subsaharienne, le comparatisme et le néo-institutionnalisme. Il s'intéresse au rôle des institutions dans la consolidation ou l'échec de la démocratisation en Afrique.
Dans son Introduction à la politique africaine, Gazibo offre trois conseils permettant de produire du savoir sur l’Afrique :
- Éviter les généralisations abusives en abordant l’Afrique non pas comme un pays mais un ensemble hétérogène ;
- Traiter les objets africains pour eux-mêmes, et non comme l’envers d’un décor occidental ;
- Résoudre le dilemme entre universalisme et spécificité africaine.

Plus loin Gazibo précise que les théories globalisantes à l’instar du « développementisme » des années 1960 et 1970, ont été incapables de rendre compte de la complexité africaine. Il en appelle à des théories produites au niveau local pour tenter de saisir des réalités mouvantes, complexes et multidimensionnelles. La recherche sur le continent souffre d’une faiblesse conceptuelle, selon encore une fois les standards occidentaux.

## Ouvrages publiés

### Livres
- Introduction à la politique africaine, Montréal, Presses de l’Université de Montréal, 2006. 264 p.

- Les paradoxes de la démocratisation en Afrique : analyse institutionnelle et stratégique, Montréal, Presses de l’Université de Montréal, 2005. 294 p.
- La politique comparée : fondements, enjeux et approches théoriques. Montréal, Presses de l’Université de Montréal, 2004. 324 p. (avec Jane Jenson)
- Le politique en Afrique. État des débats et pistes de recherche, Karthala, Hommes et sociétés, 2009, 372 p. (co-éditeur avec Céline Thiriot)
- Repenser la légitimité de l'État africain à l'ère de la gouvernance partagée, Presses de l'Université du Québec, Québec, 2017 (avec Charles Moumouni)
- Un nouvel ordre mondial made in China ?, Presses de l'Université de Montréal, Montréal, 2011 (avec Chantal Roromme)

### Articles de revue
- « Foreign Aid and Democratization : Benin and Niger Compared», African Studies Review, vol. 48, no. 3, décembre 2005, p. 47-67.

- « La vertu des procédures démocratiques : élections et mutation des comportements politiques au Niger», Politique africaine, no 92, décembre 2003.

- « Évolution récente de la politique africaine : les États entre démocratisation et crises », dans Jean-François Rioux (dir.), Interventions de paix en Afrique : Constats et perspectives, Montréal, Les cahiers Raoul Dandurand, 2002, p. 21-38.

- « Le néo institutionnalisme dans l’analyse comparée des processus de démocratisation », Politique et Sociétés, vol 21, no 3, 2002, p. 139-160.

- « La démarche comparative binaire : éléments méthodologiques à partir d’une analyse de trajectoires contrastées de démocratisation », Revue Internationale de Politique Comparée, vol 9, no 3, 2002, p. 427-449.

- « L’Afrique en Politique comparée », Polis, Revue Camerounaise de Science Politique, vol. 8, numéro spécial 2001, 1-17.

- «Existe-t-il un lien entre démocratie et développement économique ? Perspectives théoriques et expériences empiriques », IAPÉTUS, Bulletin de liaison scientifique afro-québécois no. 5, automne 2000, 17-22.

- « Les premières élections locales nigériennes : la décentralisation sur fond de crise », L’Afrique Politique 1999, entre transitions et conflits, Paris, Karthala, 1999, p 147-160.

- « Niger : l’usure progressive d’un régime militaire », Afrique Contemporaine, no 191, La Documentation Française, juillet-septembre 1999, p. 29-42.